# Tempio della Letteratura di Hưng Yên
Il Tempio della Letteratura (in vietnamita Văn Miếu Xích Đằng) è un tempio confuciano nella città di Hưng Yên in Vietnam. È anche conosciuto come Van Mieu Hung Yen.